# 다린 하지티
다린 하지티(아랍어: دارين حدشيتي, 1981년 4월 17일 ~ )는 레바논의 가수이다.